# Gle Sidangla
Gle Sidangla är ett berg i Indonesien.   Det ligger i provinsen Aceh, i den västra delen av landet, 1 800 km nordväst om huvudstaden Jakarta. Toppen på Gle Sidangla är 628 meter över havet.
Terrängen runt Gle Sidangla är lite bergig. Runt Gle Sidangla är det glesbefolkat, med 19 invånare per kvadratkilometer. I omgivningarna runt Gle Sidangla växer i huvudsak städsegrön lövskog.